# HD41770
HD41770 — хімічно пекулярна зоря спектрального класу F2, що має видиму зоряну величину в смузі V приблизно  7,5.
Вона  розташована на відстані близько 699,9 світлових років від Сонця.